# Фінал кубка СРСР з футболу 1984
43-й фінал кубка СРСР з футболу відбувся на Центральному стадіоні у Москві 24 червня 1984 року. У грі взяли участь московське «Динамо» і ленінградський «Зеніт».

## Претенденти
- «Динамо» (Москва) — одинадцятиразовий чемпіон СРСР (1936в, 1937, 1940, 1945, 1949, 1954, 1955, 1957, 1959, 1963, 1976в), п'ятиразовий володар кубка СРСР (1937, 1953, 1967, 1970, 1977).

- «Зеніт» (Ленінград) — володар кубка СРСР (1944).

## Деталі
| 24 червня 1984 |

| «Динамо» М               | 2 – 0 | «Зеніт» |
| ------------------------ | ----- | ------- |
| Газзаєв 97' Бородюк 116' | Звіт  |         |

| Центральний стадіон (Москва) Глядачів: 43 500 Арбітр: Ромуальдас Юшка (Вільнюс) |

|                   |                    |      |
|                   |                    |      |
| ВР                | Олексій Прудников  |      |
| ЗХ                | Ігор Буланов       |      |
| ЗХ                | Олександр Новіков  | 87'  |
| ЗХ                | Володимир Фомичов  |      |
| ЗХ                | Олександр Головня  | 100' |
| ПЗ                | Юрій Ментюков      |      |
| ПЗ                | Ренат Атаулін      |      |
| ПЗ                | Олександр Молодцов | 46'  |
| НП                | Олександр Бородюк  |      |
| ПЗ                | Василь Каратаєв    | 107' |
| НП                | Валерій Газзаєв    | 117' |
| Заміни:           |                    |      |
| ПЗ                | Олександр Хапсаліс | 46'  |
| ЗХ                | Євген Мілешкін     | 107' |
| НП                | Валерій Матюнін    | 117' |
| Тренер:           |                    |      |
| Олександр Севідов |                    |      |

|               |                      |      |      |
|               |                      |      |      |
| ВР            | Михайло Бірюков      |      |      |
| ЗХ            | Анатолій Давидов     |      |      |
| ЗХ            | Олексій Степанов     |      |      |
| ЗХ            | Сергій Кузнецов      |      |      |
| ПЗ            | Сергій Веденєєв      |      |      |
| ЗХ            | Геннадій Тимофєєв    | 27'  |      |
| ЗХ            | Володимир Долгополов | 46'  |      |
| ПЗ            | Юрій Желудков        |      |      |
| НП            | Борис Чухлов         |      |      |
| ПЗ            | Валерій Брошин       | 110' |      |
| НП            | Володимир Клементьєв | 91'  |      |
| Заміни:       |                      |      |      |
| НП            | Олександр Захариков  | 46'  | 109' |
| НП            | Сергій Дмитрієв      | 91'  |      |
| НП            | Ігор Комаров         | 109' |      |
| Тренер:       |                      |      |      |
| Павло Садирін |                      |      |      |